# Manual de economía para un mundo entreverado
Manual de economía para un mundo entreverado, es el primer libro del uruguayo Germán Deagosto. Fue publicado en 2019 por Editorial Fin de Siglo.

## Reseña
«Manual de economía para un mundo entreverado». El libro del economista, docente y escritor Germán Deagosto es de divulgación científica y fue presentado el 4 de diciembre de 2019 por el economista uruguayo Gabriel Oddone y Juanchi Hounie.
Reconocido con el Premio Bartolomé Hidalgo otorgado por la Cámara Uruguaya del Libro y es superventas. Este libro también recibió una mención de los Premio a las Letras del Ministerio de Educación y Cultura de Uruguay y el Premio Morosoli.